# Kassel
Kassel (en alemán: Kassel; hasta 1912[cita requerida] oficialmente Cassel [ˈkasl̩]ⓘ) es la tercera ciudad, en cuanto a importancia, del estado de Hesse. Se encuentra en el centro de la antigua República Federal de Alemania, a orillas del río Fulda, y posee 205.481 habitantes (2020).
La ciudad es una villa moderna compuesta de barrios residenciales. Las principales comunidades extranjeras son turcas y rusas.
Kassel es célebre por la documenta, importante exposición de arte contemporáneo que se celebra cada cinco años durante el verano.

## Historia

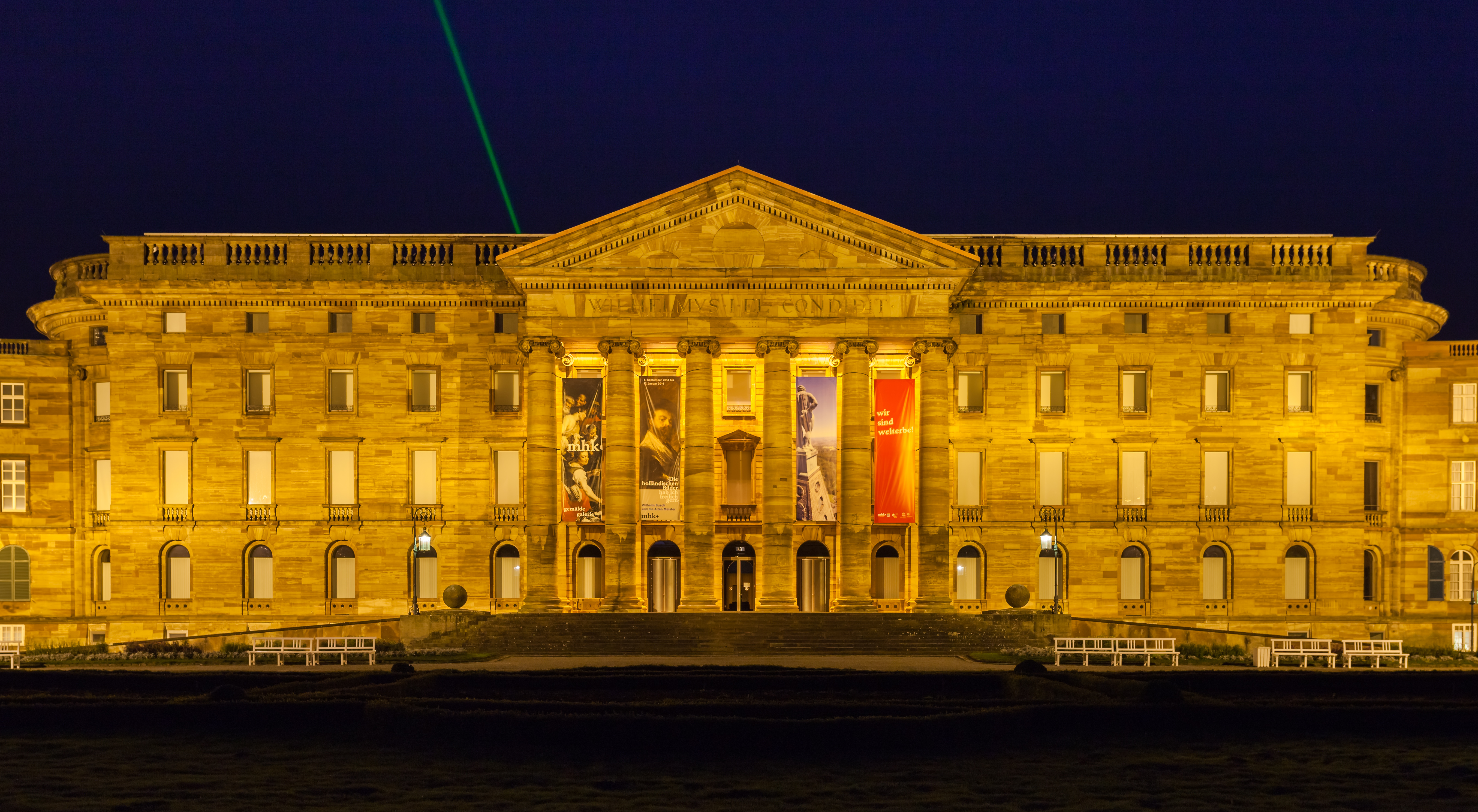
Palacio de Wilhelmshöhe.

En Cassel se publicó en 1614 la Fama Fraternitatis, primer manifiesto rosacrucista que haría estallar en Europa una intensa agitación en los medios filosóficos y religiosos. 
La influencia francesa se percibe en la arquitectura de los diferentes barrios y en los nombres de diversos lugares y calles, y se explica porque en ellas residieron los protestantes franceses (hugonotes) que huyeron tras la revocación del edicto de Nantes.
Hesse-Kassel fue un antiguo Estado independiente desprendido del Landgraviato de Hesse. Fue también en sus orígenes un landgraviato y posteriormente un principado electoral dentro del Sacro Imperio Romano Germánico. Cuando el Imperio se extinguió en 1806, el Estado pasó a formar parte de la Confederación del Rin, si bien mantuvo su título de Principado Electoral hasta 1866, cuando fue anexado por Prusia. Su capital fue siempre la ciudad de Kassel.

## Transporte
Kassel tiene un sistema de ocho líneas de tranvía, todas pasan por el centro de la ciudad y luego se despliegan en diferentes direcciones hacia ciudades satélites. Kassel es pionera asimismo por haber introducido, a principios del año 2000, el concepto de tranvías tren-tram (North Hessen RegioTram System) hacia Hofgeismar y Warburg. Hoy en día cuenta con cuatro líneas de RegioTram.
La ciudad también opera autobuses de piso bajo y es responsable en el desarrollo del cordón Kassel, un sistema que mejora la alineación de los modernos autobuses de piso bajo con las paradas de autobús. 
La ciudad está conectada a la red de ferrocarriles de Deutsche Bahn (DB) a través de estaciones: Kassel Hauptbahnhof, la tradicional estación central que se ha reducido a la función de una estación regional desde la apertura de la línea de trenes de alta velocidad Hanóver-Wurzburgo en 1991, y la estación Cassel-Wilhelmshöhe, de las líneas de alta velocidad InterCityExpress e InterCity. 
En cuanto a los servicios de autopistas, Cassel está conectado a la A 7, A 49 y A 44.

## Cultura
Kassel es famosa internacionalmente en el ámbito cultural principalmente por dos puntos de interés: 
- El palacio Wilhelmshöhe, que alberga la Gemäldegalerie (galería de pinturas) con ejemplos de Alberto Durero, Rembrandt (un autorretrato juvenil) y Anton van Dyck, y
- La documenta, certamen de arte contemporáneo que se celebra cada cinco años.

Entre 1812 y 1815, los hermanos Grimm reunieron en Kassel la mayoría de los cuentos que conforman su colección de fábulas. La ciudad conserva esta herencia y el Museo de los Hermanos Grimm en el Palacio de Bellevue expone una colección de libros de cuentos históricos de diferentes partes del mundo.
El monumento principal de Kassel es una estatua de Hércules situada en la cumbre de una colina que domina la ciudad. El Parque de Hércules fue proclamado Patrimonio Cultural de la Humanidad el 23 de junio de 2013 por la Unesco.

## Galería

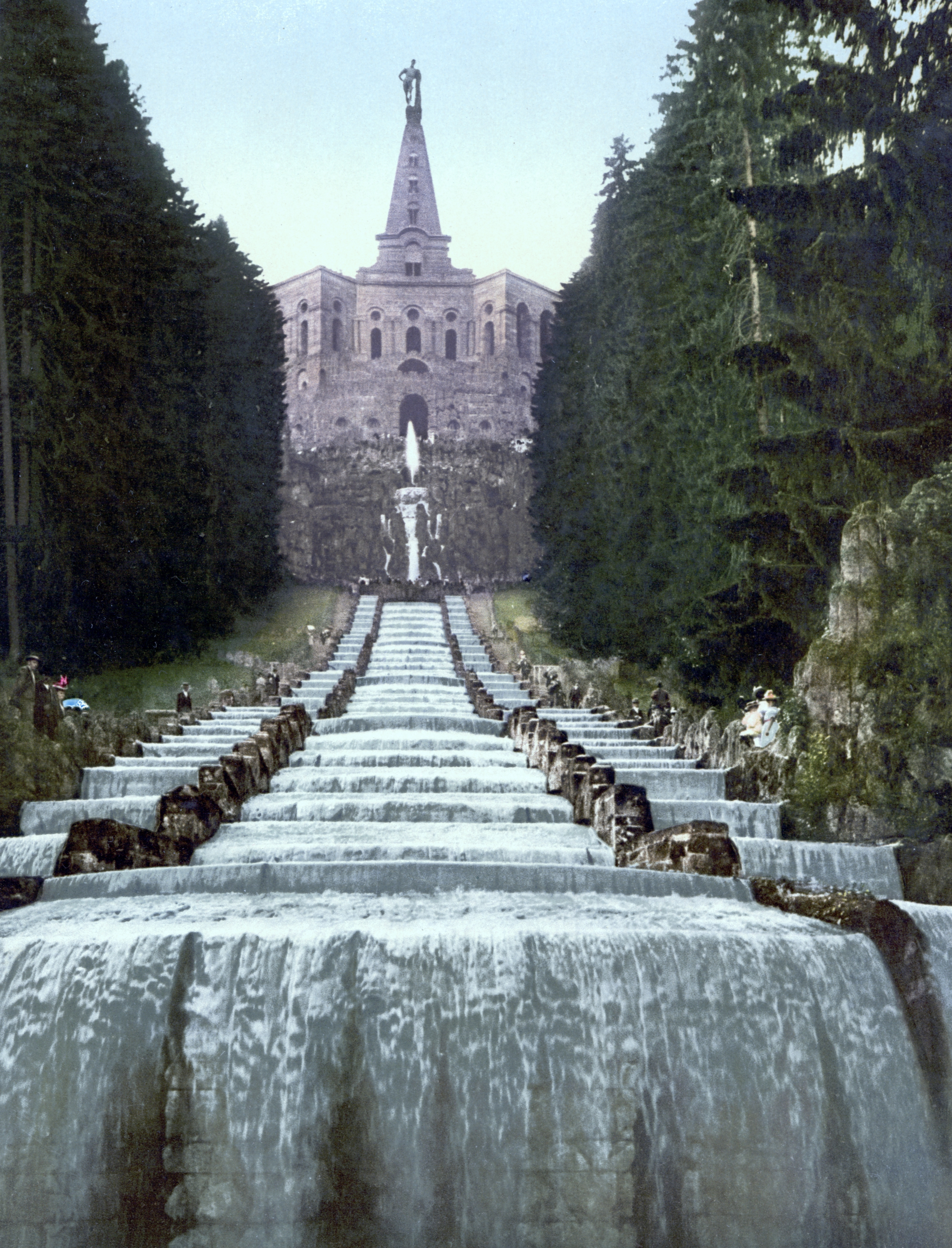
Cascada en el parque de Wilhelmshöhe.
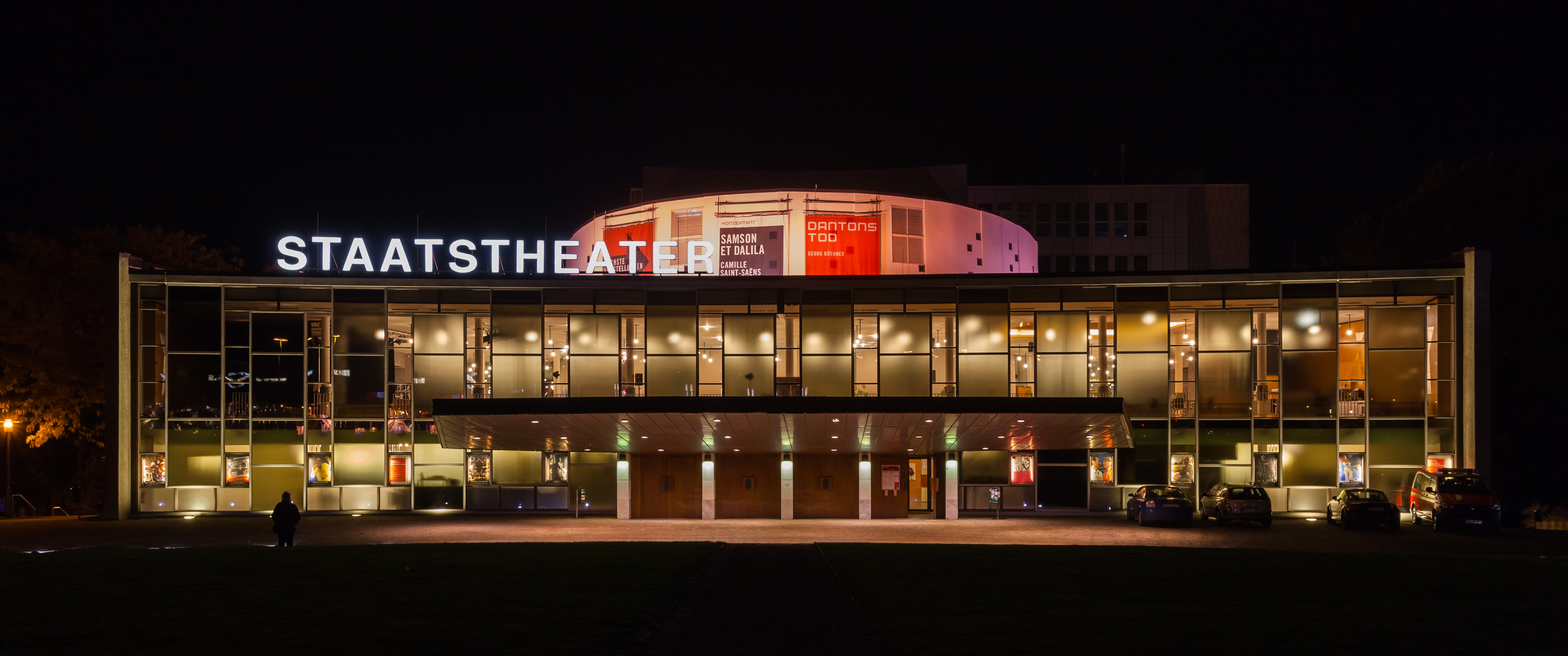
Teatro Nacional de Kassel.
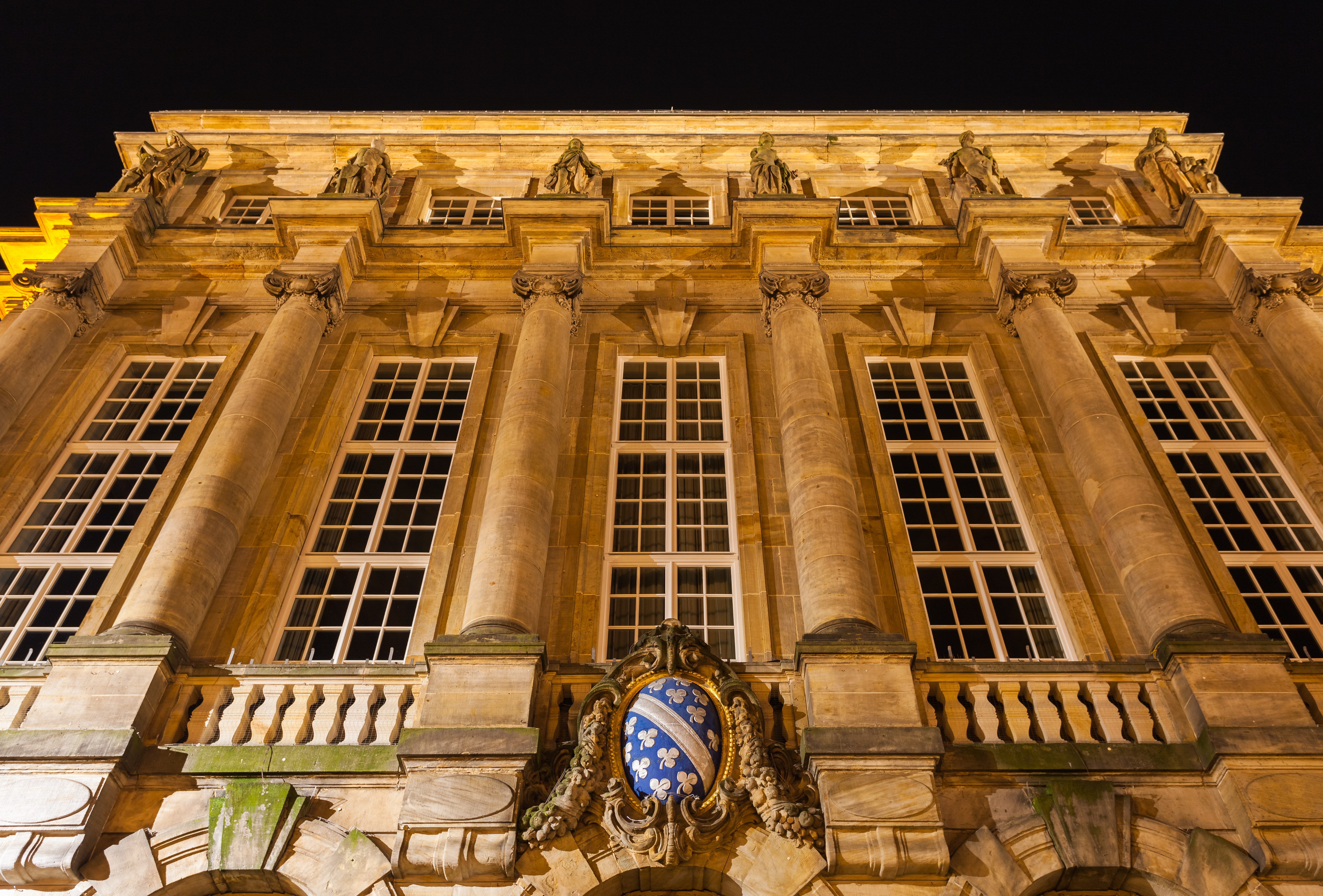
Vista de la fachada del Ayuntamiento.
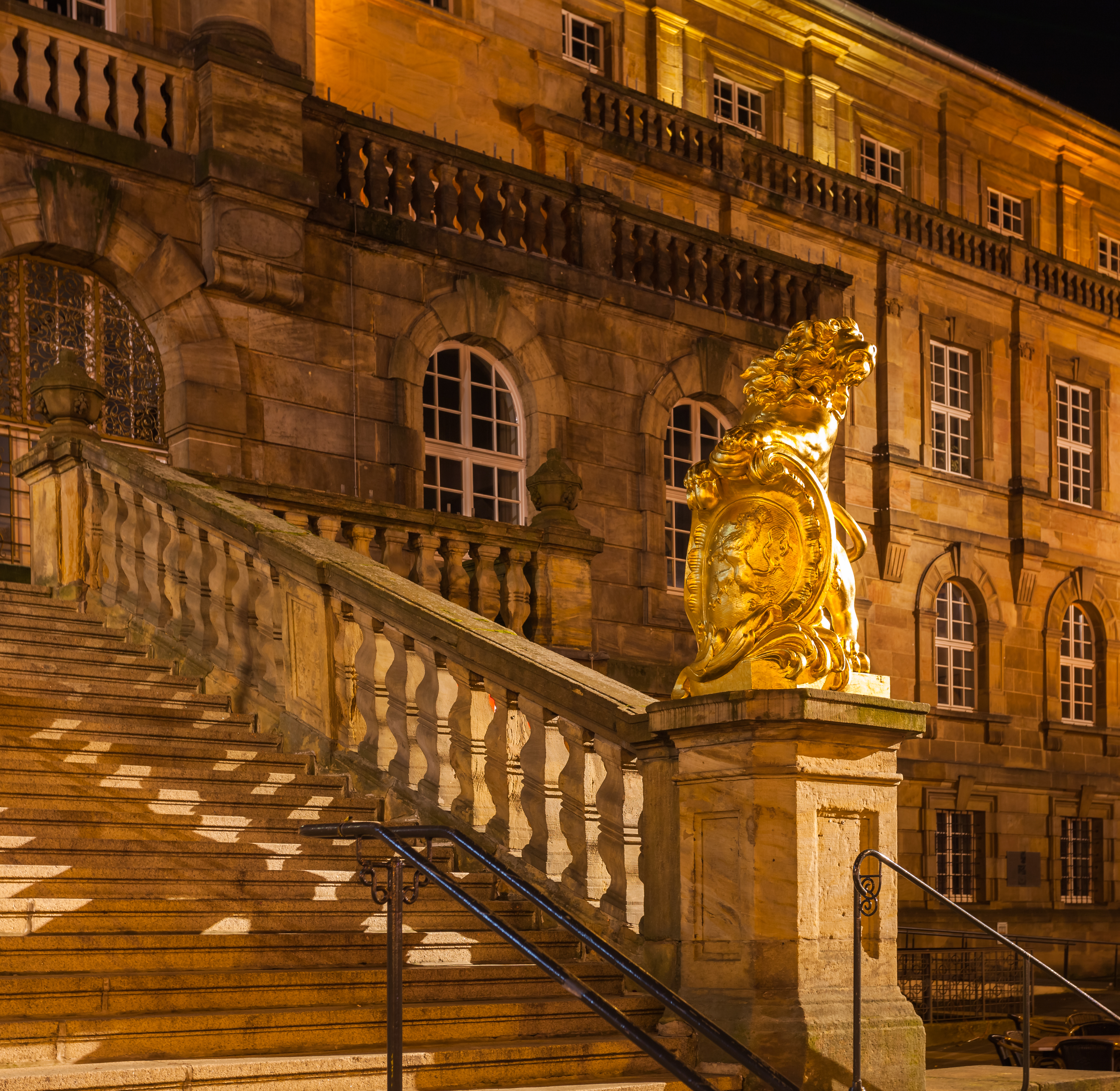
León con el escudo de Hesse en la escalinata del Ayuntamiento.
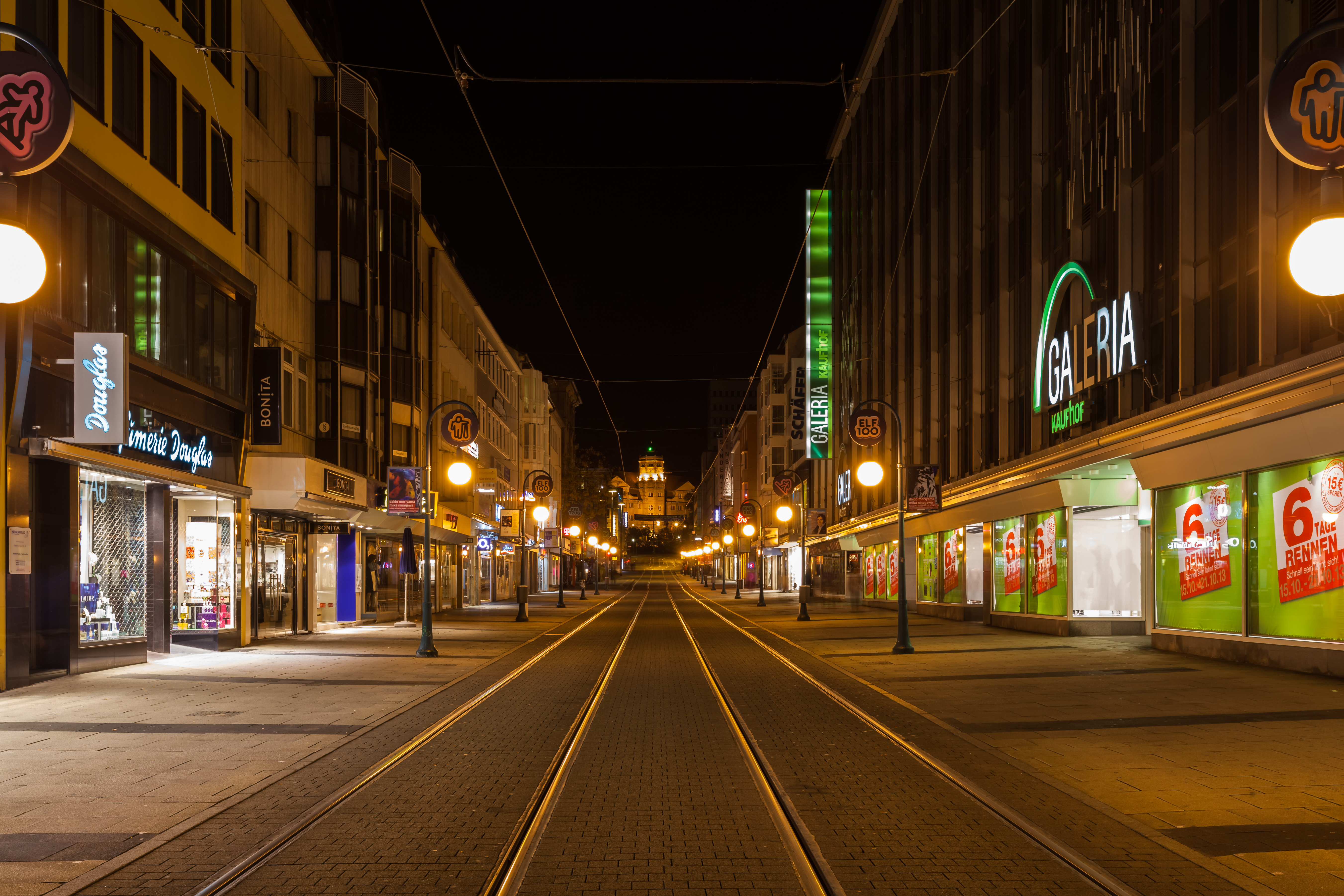
Vista nocturna de la Obere Königsstraße.
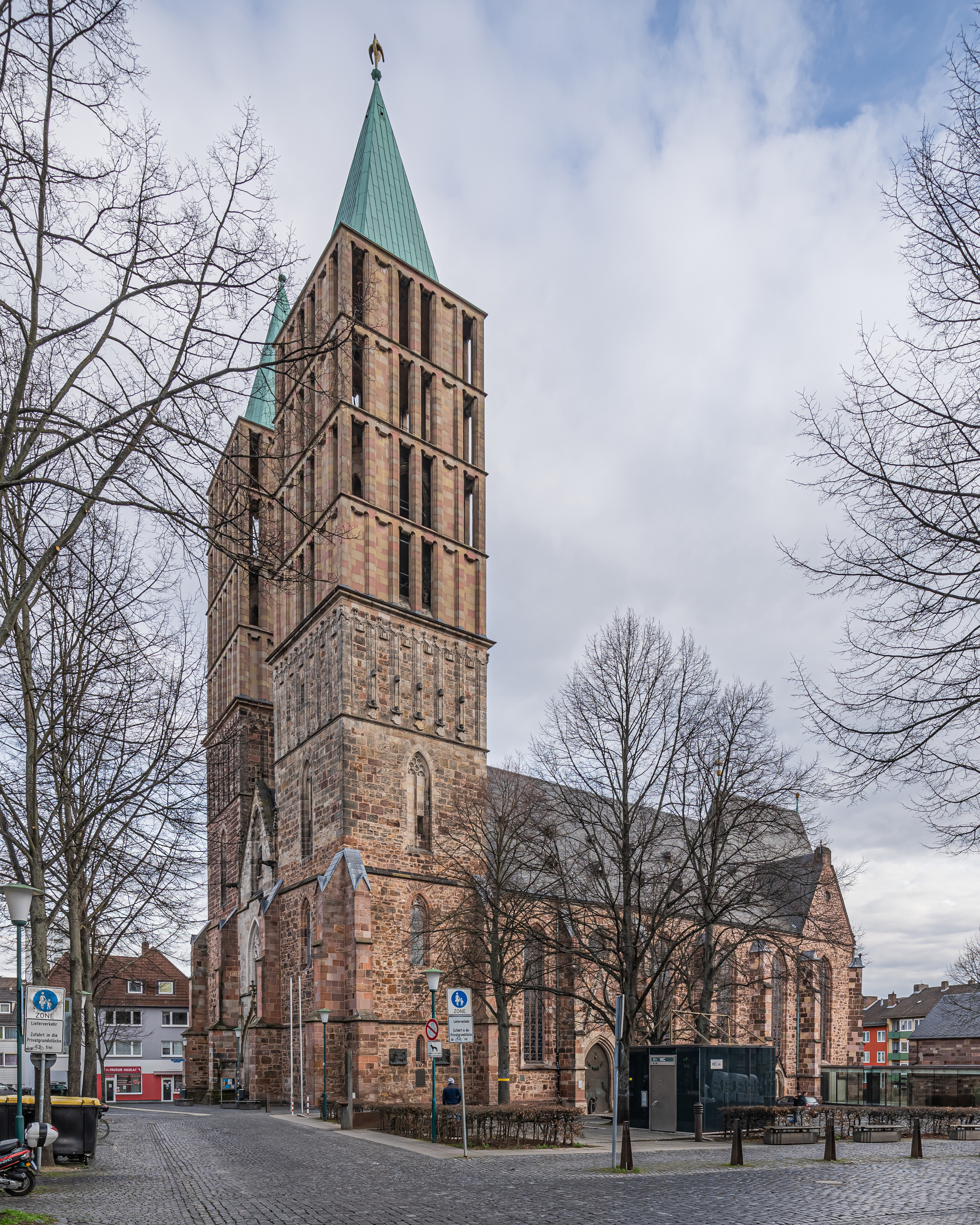
Iglesia de San Martín.
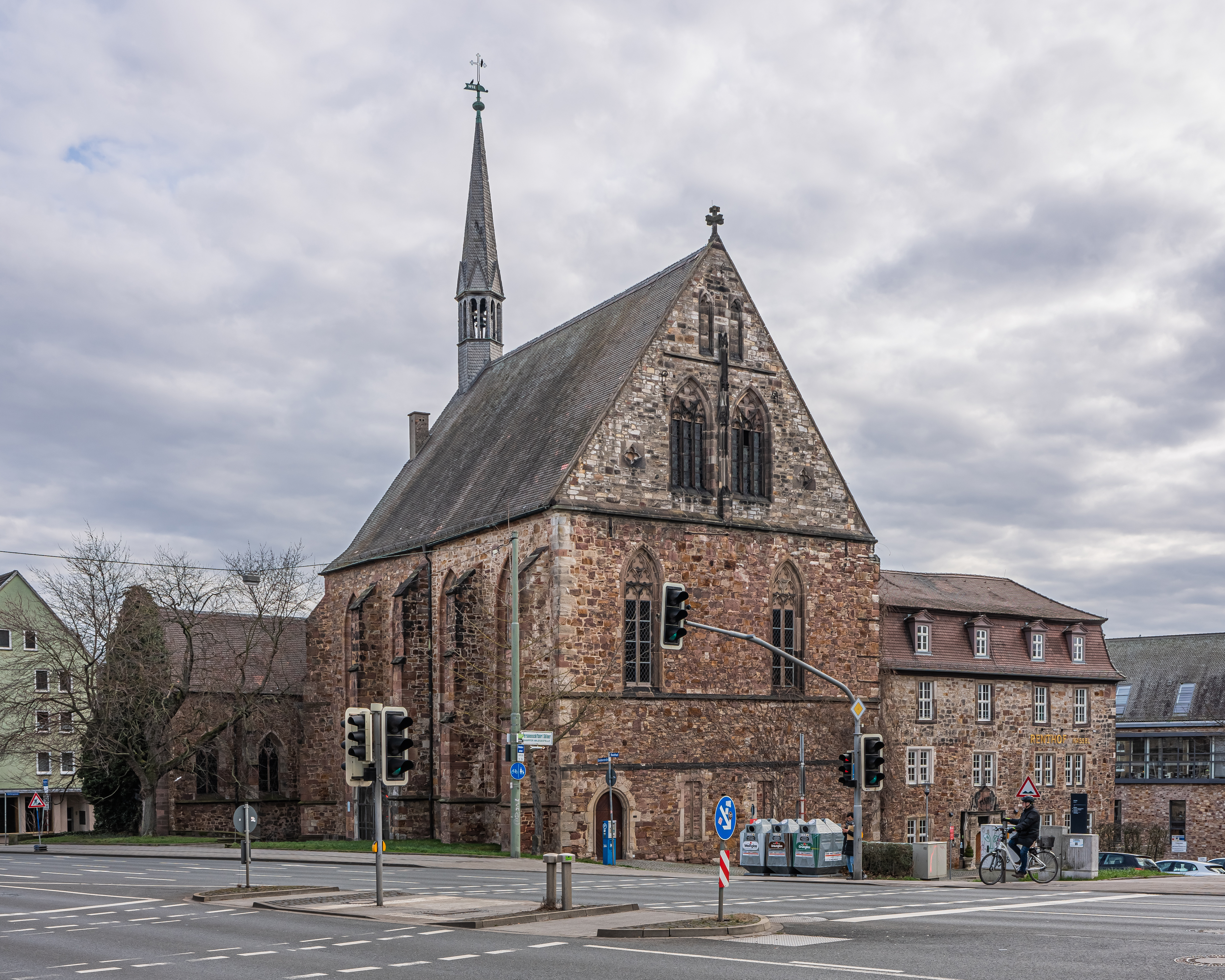
Iglesia de los Hermanos.
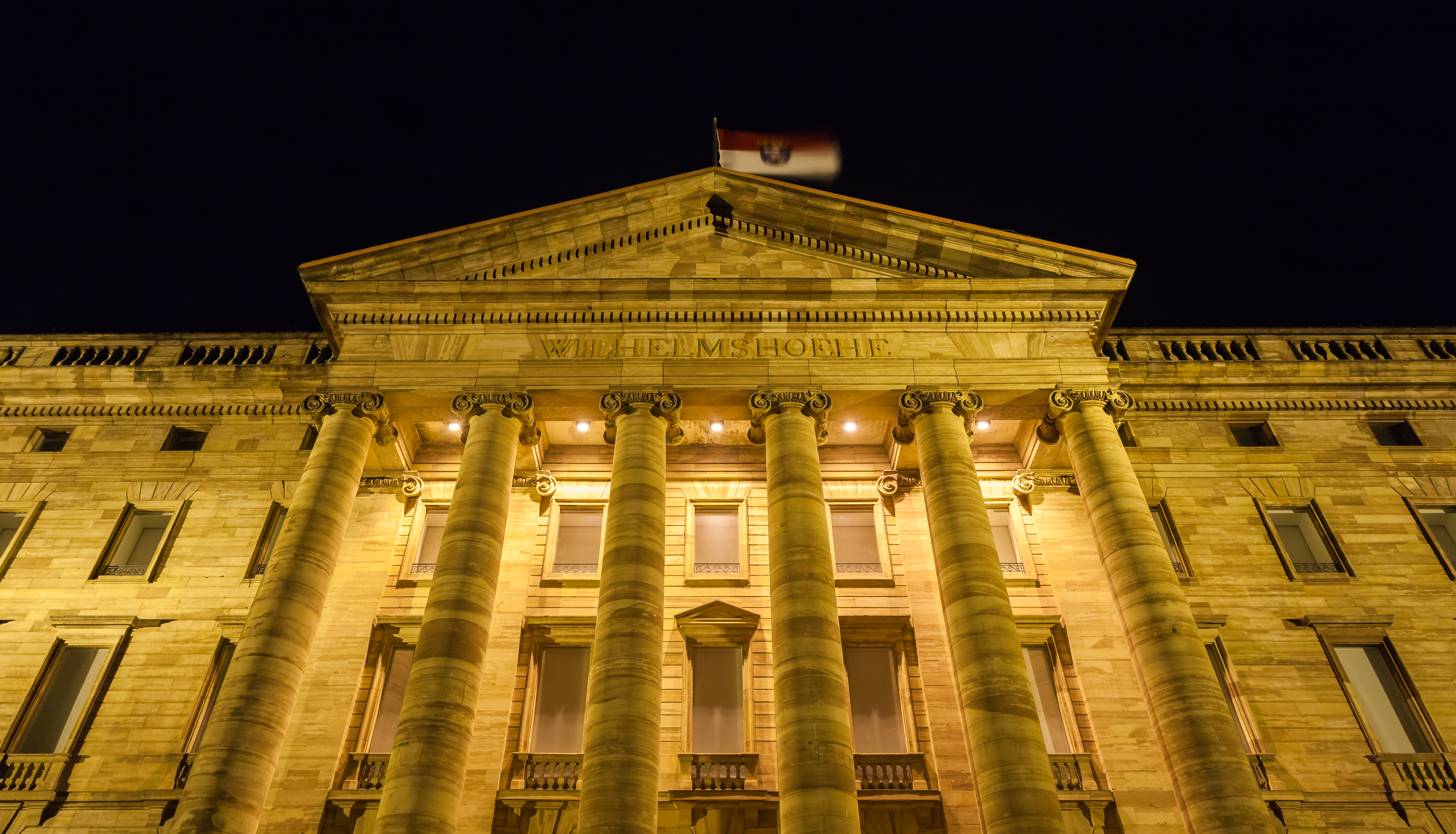
Fachada del palacio de Wilhelmshöhe.
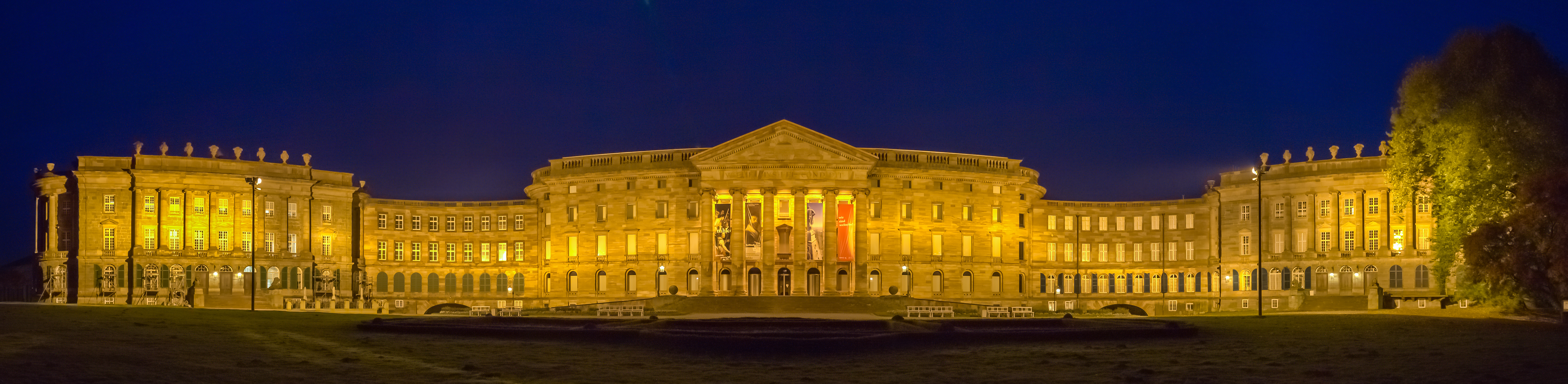
Panorámica del palacio.

## Ciudades hermanadas
- Nesterov
- Florencia
- Berlín
- Mulhouse
- Västerås
- Rovaniemi
- Yaroslavl
- Arnstadt
- Ramat Gan
- İzmit
- Novi Urengói